# Shaquille Leonard
Darius Shaquille Leonard (geboren am 27. Juli 1995 in Mullins, South Carolina) ist ein US-amerikanischer American-Football-Spieler auf der Position des Linebackers. Er spielte College Football für die South Carolina State University und stand zuletzt bei den Philadelphia Eagles in der National Football League (NFL) unter Vertrag. Von 2018 bis 2023 spielte Leonard für die Indianapolis Colts.

## College
Leonard wuchs in Lake View im Dillon County, South Carolina, auf und ging dort auf die Highschool. Sein älterer Stiefbruder Anthony Waters spielte von 2007 bis 2010 in der NFL.
Leonard spielte von 2014 bis 2017 Football am College. Er besuchte die South Carolina State University und spielte dort für South Carolina State Bulldogs in der NCAA Division I FCS. Insgesamt kam er in vier Saisons auf 394 Tackles, davon 53 für Raumverlust, 21,5 Sacks, sechs Interceptions und acht erzwungene Fumbles. Er wurde zweifach als Defensive Player of the Year der MEAC ausgezeichnet.

## NFL
Leonard wurde im NFL Draft 2018 in der zweiten Runde als insgesamt 36. Spieler und fünfter Linebacker von den Indianapolis Colts ausgewählt.
In seiner Rookie-Saison zog er mit den Colts in die Play-offs ein. Er kam auf 163 Tackles und erzielte damit die meisten Tackles in der Regular Season der Saison 2018. Dazu kamen sieben Sacks, zwei Interceptions und vier erzwungene Fumbles. Aufgrund seiner Leistungen wurde er zweimal zum  AFC Defensive Player of the Week und einmal zum AFC Defensive Player of the Month sowie als All-Pro-Spieler benannt. Darüber hinaus ist er einer der Finalisten für den Butkus Award, der jährlich an den jeweils besten Linebacker an Highschool, College und in der NFL verliehen wird. Nach seiner Rookie-Saison wurde Leonard von der Associated Press zum NFL Defensive Rookie of the Year gewählt.
Wegen einer Gehirnerschütterung verpasste er drei Spiele der Saison 2019, bevor er ab Woche 7 wieder einsatzbereit war. Am 17. Dezember 2019 wurde er erstmals in den Pro Bowl gewählt. In der Saison 2020 wurde er jeweils zum zweiten Mal in das All-Pro-Team und in den Pro Bowl gewählt.
Im August 2021 unterschrieb Leonard eine Vertragsverlängerung um fünf Jahre im Wert von 99,25 Millionen US-Dollar in Indianapolis. In der Saison 2021 wurde Leonard erneut für den Pro Bowl und das All-Pro-Team nominiert. Mit acht erzwungenen Fumbles führte er die Liga in dieser Statistik an, zudem erzielte er 122 Tackles und fing vier Interceptions.
In der Saison 2022 kam Leonard verletzungsbedingt kaum zum Einsatz, in seiner Abwesenheit konnte Zaire Franklin den von ihm aufgestellten Franchise-Rekord für die meisten Tackles in einer Saison brechen. Leonard hatte sich im Juni 2022 einer Operation am Rücken unterzogen, wegen der er die Saisonvorbereitung und die ersten drei Spiele verpasste. Nach seinem ersten Einsatz in Woche 4 fiel er wegen einer Gehirnerschütterung und einer gebrochenen Nase erneut aus. Leonard konnte am achten und neunten Spieltag wieder spielen, erlitt aber vor dem zehnten Spieltag einen Rückfall und musste sich daher im November einer zweiten Operation am Rücken unterziehen. Daher verpasste er den Rest der Saison.
Am 21. November 2023 wurde er von den Colts entlassen. Daraufhin schloss er sich am 4. Dezember 2023 den Philadelphia Eagles an. Er kam in fünf Spielen für die Eagles zum Einsatz und verzeichnete 23 Tackles und einen Sack.

### NFL-Statistiken
| Saison                             | Saison | Spiele | Spiele      | Tackles | Tackles | Tackles | Tackles | Interceptions | Interceptions | Interceptions | Interceptions | Interceptions | Fumbles | Fumbles | Fumbles |
| Jahr                               | Team   | Spiele | als Starter | Gesamt  | Solo    | Ast     | Sacks   | PD            | INT           | Yds           | Lng           | TD            | FF      | FR      | TD      |
| ---------------------------------- | ------ | ------ | ----------- | ------- | ------- | ------- | ------- | ------------- | ------------- | ------------- | ------------- | ------------- | ------- | ------- | ------- |
| 2018                               | IND    | 15     | 15          | 163     | 111     | 52      | 7,0     | 8             | 2             | 38            | 28            | 0             | 4       | 2       | 0       |
| 2019                               | IND    | 13     | 13          | 121     | 71      | 50      | 5,0     | 7             | 5             | 92            | 80            | 1             | 2       | 0       | 0       |
| 2020                               | IND    | 14     | 14          | 132     | 86      | 46      | 3,0     | 7             | 0             | 0             | 0             | 0             | 3       | 2       | 0       |
| 2021                               | IND    | 16     | 16          | 122     | 75      | 47      | 0,0     | 8             | 4             | 12            | 7             | 0             | 8       | 3       | 0       |
| 2022                               | IND    | 3      | 1           | 11      | 8       | 3       | 0,0     | 1             | 1             | 15            | 15            | 0             | 0       | 0       | 0       |
| 2023                               | IND    | 9      | 9           | 65      | 34      | 31      | 0,0     | 0             | 0             | 0             | 0             | 0             | 0       | 0       | 0       |
| 2023                               | PHI    | 5      | 3           | 23      | 12      | 11      | 1,0     | 0             | 0             | 0             | 0             | 0             | 0       | 0       | 0       |
| Gesamt                             | Gesamt | 75     | 71          | 637     | 397     | 240     | 16,0    | 31            | 12            | 157           | 80            | 1             | 17      | 7       | 0       |
| Quelle: pro-football-reference.com |        |        |             |         |         |         |         |               |               |               |               |               |         |         |         |

## Persönliches
Bis Juli 2022 war Leonard unter seinem ersten Vornamen Darius bekannt, seitdem verwendet er seinen zweiten Vornamen Shaquille, der bereits zuvor in seinem familiären Umfeld sein Rufname war.